# Percival Richter
Axel Robert Percival Richter, född 3 augusti 1886 i Malmö, död där 1946, var en svensk läkare.
Richter som var son till direktör Axel Richter och Caroline Ryberg, tog studentexamen i Lund 1904, medicine kandidat vid Karolinska Institutet 1911 och ´medicine licentiat  vid Lunds universitet 1916. Han blev underläkare vid medicinska avdelningen på Malmö allmänna sjukhus 1917, bataljonsläkare i Fältläkarkårens reserv samma år, bataljonsläkare vid Kronprinsens husarregemente i Malmö 1919 och var efter nämnda regementes nedläggning praktiserande läkare i Malmö. Han deltog i finska inbördeskriget 1918 som stabsläkare vid Heinolafronten, bataljonsläkare vis Svenska brigaden och som major och chefläkare vid Finska sjukvårdsbataljonen.
Han gravsattes på S:t Pauli norra kyrkogård i Malmö.